# 夢村土城
夢村土城（むそんどじょう/モンチョントソン）は、大韓民国（韓国）ソウル特別市松坡区芳荑洞（五輪洞）にある三国時代百済前期の都城遺跡。大韓民国指定史跡第297号に指定されている（指定名称は「서울몽촌토성（서울夢村土城）」）。

## 概要

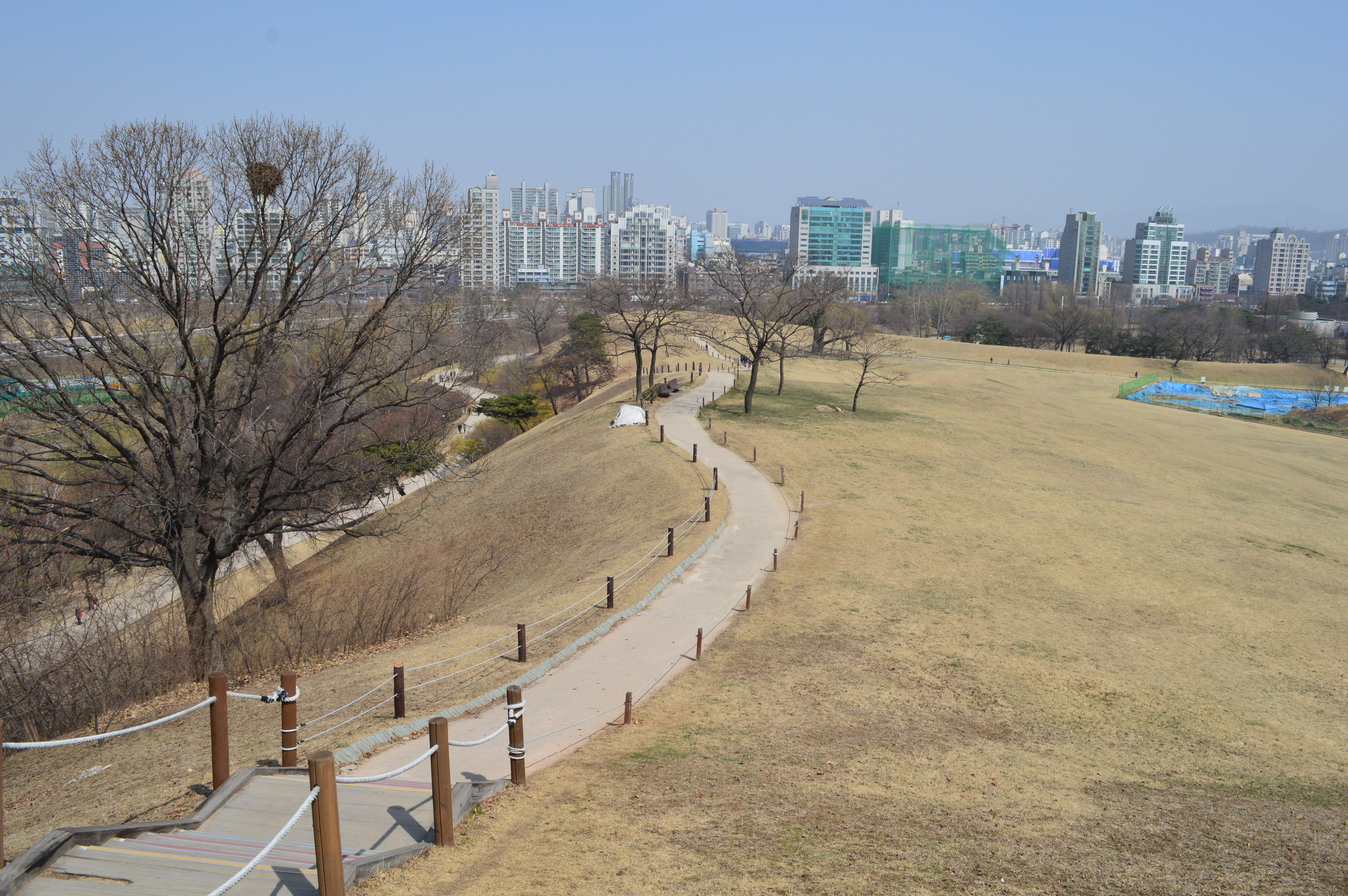
土塁上方より

朝鮮半島中央部、ソウル特別市南東部の漢江南岸に位置する土城の遺構である。規模は周囲約2.3キロメートルである。版築しない土塁で囲まれ、一部に柵列も存在する。1983年-1989年にソウル大学校により発掘調査が行われた。
発掘調査の結果、土城内から礎石建物・版築建物・竪穴建物などの建物群の遺構が見つかったほか、楽浪・高句麗系瓦、中国南朝の青磁・金具、大量の百済土器などが出土している。これらの調査結果から、夢村土城は北方の風納土城とともに百済の漢山城（河南慰礼城、475年陥落）を構成したとする説が有力視されている。周囲には百済王陵と見られる石村洞古墳群がある。
遺構は、1982年7月22日に「夢村土城」として大韓民国指定史跡第297号に指定された。その後2011年7月28日、指定名称は「ソウル夢村土城」に変更されている。

## 現地情報
交通アクセス
- 地下鉄
  - ソウル交通公社8号線 夢村土城駅 （1番出口）
  - ソウル交通公社5号線 オリンピック公園駅 （3番出口）

周辺
- 漢城百済博物館
- 風納土城 - 百済前期の都城推定地の1つ。
- 石村洞古墳群 - 百済時代の古墳群。
- 可楽洞古墳群 - 百済時代の古墳群。
- 芳荑洞古墳群 - 百済時代とする説があったが、現在は6世紀後半以降の新羅時代古墳と推測される。